# Mostek (Hradec Králové)
Mostek é uma comuna checa localizada na região de Hradec Králové, distrito de Trutnov‎.